# Caloplaca demissa
Caloplaca demissa är en lavart som först beskrevs av Gustav Wilhelm Körber, och fick sitt nu gällande namn av Ulf Arup och Grube. Caloplaca demissa ingår i släktet orangelavar, och familjen Teloschistaceae. Arten är reproducerande i Sverige.